# Decret
Un decret (del llatí decretum, «decisió») és un tipus d'acte administratiu emanat habitualment pel poder executiu i que, generalment, posseïx un contingut reglamentari, per la qual cosa el seu rang és jeràrquicament inferior al de les lleis.
Aquesta regla general té excepcions en quasi totes les legislacions, normalment per a situacions d'urgència i altres específicament regulades.